# 江上波夫
江上波夫（えがみ なみお，1906年11月6日—2002年11月11日），日本山口縣人，考古学者。
1948年在「日本民族=文化源流與日本國家的形成」研討會上，發表騎馬民族征服王朝說。推論要旨：「日本出現統一國家與創建大和朝廷，是因為東北亞的扶餘系統的騎馬民族辰王朝，在4世紀末到5世紀前半完成的。」（『騎馬民族国家』江上波夫、中公新書）。

## 生平
- 東京府立五中、旧制浦和高畢業
- 1930年（昭和 5年）東京帝国大学文学部東洋史学科畢業
- 1931年（昭和 6年）東方文化学院研究員
- 1935年起，1941年止，調查內蒙古・敖倫蘇木古城遺址、確認景教與天主教教會遺跡、也發現佛教相關文書。
- 1948年（昭和23年）東京大学東洋文化研究所教授
- 1962年（昭和37年）同所長
- 1967年（昭和42年）東京大学名誉教授
- 1968年（昭和43年）毎日出版文化賞
- 1969年（昭和44年）紫綬褒章受章
- 1977年（昭和52年）勲三等旭日中綬章、古代東方博物館長
- 1983年（昭和58年）文化功勞者
- 1991年（平成 3年）文化勳章受章
- 2003年（平成15年）3月、江上波夫捐贈横滨市，考古・历史・美術・民族資料約2500件、文献資料約25000件、開設「横濱歐亞文化館」。